# Campionati del Mediterraneo under 23 di atletica leggera indoor
I Campionati del Mediterraneo under 23 di atletica leggera indoor sono una competizione di atletica leggera organizzata dalla Mediterranean Athletics Union (MAU) e riservata ad atleti della categoria under 23.
La manifestazione, a cui possono partecipare atleti provenienti dai 28 paesi che fanno parte della federazione, ha cadenza biennale e si svolge negli anni dispari, a differenza della controparte outdoor che si svolge negli anni pari. È stata organizzata una edizione dei campionati che si è tenuta a Miramas. La prossima edizione si terrà a Valencia.

## Edizioni
| Edizione | Anno | Città    | Nazione | Data       | Sede                      |
| -------- | ---- | -------- | ------- | ---------- | ------------------------- |
| 1        | 2019 | Miramas  | Francia | 19 gennaio | Stadium Miramas Métropole |
| 2        | 2023 | Valencia | Spagna  | 22 gennaio | Velódromo Luis Puig       |

## Medagliere generale
Statistiche aggiornate a Valencia 2023.
| Posizione | Paese                | Oro | Argento | Bronzo | Totale |
| --------- | -------------------- | --- | ------- | ------ | ------ |
| 1         | Francia              | 10  | 12      | 13     | 35     |
| 2         | Spagna               | 8   | 7       | 5      | 20     |
| 3         | Grecia               | 5   | 0       | 1      | 6      |
| 4         | Croazia              | 3   | 2       | 1      | 6      |
| 5         | Italia               | 2   | 2       | 6      | 10     |
| 6         | Portogallo           | 1   | 1       | 0      | 2      |
| 7         | Algeria              | 1   | 0       | 1      | 2      |
| 7         | Serbia               | 1   | 0       | 1      | 2      |
| 9         | Turchia              | 0   | 4       | 1      | 5      |
| 10        | Marocco              | 0   | 2       | 0      | 2      |
| 11        | Bosnia ed Erzegovina | 0   | 1       | 0      | 1      |
| 12        | Israele              | 0   | 0       | 1      | 1      |
| 12        | Slovenia             | 0   | 0       | 1      | 1      |
| Totale    | Totale               | 31  | 31      | 31     | 93     |